# Белла-Белла 1
Белла-Белла 1 (англ. Bella Bella 1) — індіанська резервація в Канаді, у провінції Британська Колумбія, у межах регіонального округу Сентрал-Коаст.

## Населення
За даними перепису 2016 року, індіанська резервація нараховувала 1019 осіб, показавши скорочення на 6,9%, порівняно з 2011-м роком. Середня густина населення становила 174,3 осіб/км².
З офіційних мов обидвома одночасно володіли 10 жителів, тільки англійською — 1 005. Усього 65 осіб вважали рідною мовою не одну з офіційних, з них 50 — одну з корінних мов.
Працездатне населення становило 55,9% усього населення, рівень безробіття — 14,4%.
Середній дохід на особу становив $27 615 (медіана $21 216), при цьому для чоловіків — $25 774, а для жінок $29 619 (медіани — $19 200 та $22 848 відповідно).
24,1% мешканців мали закінчену шкільну освіту, не мали закінченої шкільної освіти — 42,6%, 32,1% мали післяшкільну освіту, з яких 21,2% мали диплом бакалавра, або вищий.
| Статево-вікова структура населення | Статево-вікова структура населення | Статево-вікова структура населення | Статево-вікова структура населення | Статево-вікова структура населення |
| ---------------------------------- | ---------------------------------- | ---------------------------------- | ---------------------------------- | ---------------------------------- |
|                                    |                                    |                                    |                                    |                                    |
| Всього                             | Всього                             | 52,0%48,0%                         |                                    |                                    |
| 0 — 14 років                       | 0 — 14 років                       |                                    | 20,6%                              | 20,6%                              |
| 15 — 64 років                      | 15 — 64 років                      |                                    | 68,6%                              | 68,6%                              |
| 65 і більше                        | 65 і більше                        |                                    | 10,8%                              | 10,8%                              |
| 85 і більше                        | 85 і більше                        |                                    | 0,5%                               | 0,5%                               |
| Середній вік (років)               | Середній вік (років)               | 37,837,2                           | 37,5                               | 37,5                               |
| Медіана (років)                    | Медіана (років)                    | 37,736,8                           | 37,3                               | 37,3                               |
| — чоловіки — жінки                 |                                    |                                    |                                    |                                    |

| Походження мешканців:     | Походження мешканців:     | Походження мешканців: | Походження мешканців: | Походження мешканців: |
| ------------------------- | ------------------------- | --------------------- | --------------------- | --------------------- |
| Походження                |                           |                       | осіб                  | %                     |
| Корінні американці        | Корінні американці        |                       | 935                   | 91.67%                |
| Інше північноамериканське | Інше північноамериканське |                       | 30                    | 2.94%                 |
| Європейське               | Європейське               |                       | 130                   | 12.75%                |
| британське                | британське                |                       | 80                    | 7.84%                 |
| французьке                | французьке                |                       | 25                    | 2.45%                 |
| українське                | українське                |                       | 10                    | 0.98%                 |
| Африканське               | Африканське               |                       | 10                    | 0.98%                 |
| Азійське                  | Азійське                  |                       | 15                    | 1.47%                 |

## Клімат
Середня річна температура становить 8,5°C, середня максимальна – 17,3°C, а середня мінімальна – -1°C. Середня річна кількість опадів – 2 847 мм.
| Клімат поселення                              | Клімат поселення | Клімат поселення | Клімат поселення | Клімат поселення | Клімат поселення | Клімат поселення | Клімат поселення | Клімат поселення | Клімат поселення | Клімат поселення | Клімат поселення | Клімат поселення | Клімат поселення |
| Показник                                      | Січ.             | Лют.             | Бер.             | Квіт.            | Трав.            | Черв.            | Лип.             | Серп.            | Вер.             | Жовт.            | Лист.            | Груд.            |                  |
| Середній максимум, °C                         | 6,99             | 7,91             | 9,14             | 11,03            | 13,81            | 16,49            | 16,97            | 17,29            | 15,02            | 11,31            | 7,54             | 5,55             |                  |
| Середня температура, °C                       | 3,00             | 3,91             | 5,14             | 7,04             | 9,80             | 12,49            | 14,79            | 15,12            | 12,82            | 9,12             | 5,36             | 3,37             |                  |
| Середній мінімум, °C                          | −0,99            | −0,08            | 1,15             | 3,06             | 5,82             | 8,51             | 12,59            | 12,93            | 10,62            | 6,94             | 3,17             | 1,19             |                  |
| Норма опадів, мм                              | 314              | 233              | 228              | 216              | 166              | 151              | 122              | 155              | 223              | 360              | 374              | 305              |                  |
| Середньомісячна швидкість вітру, м/с          | 5.34             | 4.97             | 4.58             | 4.20             | 3.80             | 3.60             | 3.40             | 3.38             | 3.57             | 4.39             | 5.17             | 5.17             |                  |
| Середньомісячна сонячна радіація, кДж/м²·день | 2479             | 5002             | 9131             | 13792            | 17582            | 18755            | 18634            | 15836            | 11240            | 6004             | 2908             | 1887             |                  |
| --------------------------------------------- | ---------------- | ---------------- | ---------------- | ---------------- | ---------------- | ---------------- | ---------------- | ---------------- | ---------------- | ---------------- | ---------------- | ---------------- | ---------------- |
| Джерело:                                      |                  |                  |                  |                  |                  |                  |                  |                  |                  |                  |                  |                  |                  |